# Mujawwad
Dans l'islam, l'adjectif  « mujawwad » (مجود) désigne un style de récitation coranique généralement utilisé pour la performance en public. 
L’interprétation claire et correcte est prise pour acquise, par conséquent l’objectif du réciteur est d’exploiter la beauté du texte avec mélodie et sensibilité artistique, pour toucher le cœur de celui qui l’écoute. Le style est marqué par des ornementations, des répétitions et une importante intensité. On oppose souvent le style mujawwad au style murattal (مرتل).